# Carbone (Italia)
Carbone es un municipio italiano situado en la provincia de Potenza, en Basilicata. Tiene una población estimada, a fines de julio de 2024, de 488 habitantes.

## Demografía
| Gráfica de evolución demográfica de Carbone entre 1861 y 2024 |
|                                                               |
| Fuente: ISTAT - Elaboración gráfica a cargo de Wikipedia      |